# Gabriel Reilich
Gabriel Reilich (* 1643 (?); † 12. November 1677) war Organist und Komponist in Hermannstadt in Siebenbürgen.

## Leben und Wirken
Gabriel Reilich war Organist in Sankt Georgen in der Zips (jetzt Svätý Jur in der Slowakei). Danach lebte er in Bistritz (Bistrița) und wurde 1665 Organist an der Stadtpfarrkirche in Hermannstadt. 1677 starb er dort an der Wassersucht.
Gabriel Reilich war der bedeutendste Komponist des 17. Jahrhunderts in Siebenbürgen. Er führte den konzertanten Generalbassstil nach dem Vorbild von Andreas Hammerschmidt ein und prägte nachfolgende Komponisten und Organisten. Von seinen Werken sind zwei erhalten, darunter:
- Geistlich-musicalischer Blum- und Rosen-Wald. Erster Teil 1673, zweiter Teil 1677.